# MG F/L-Type Magna

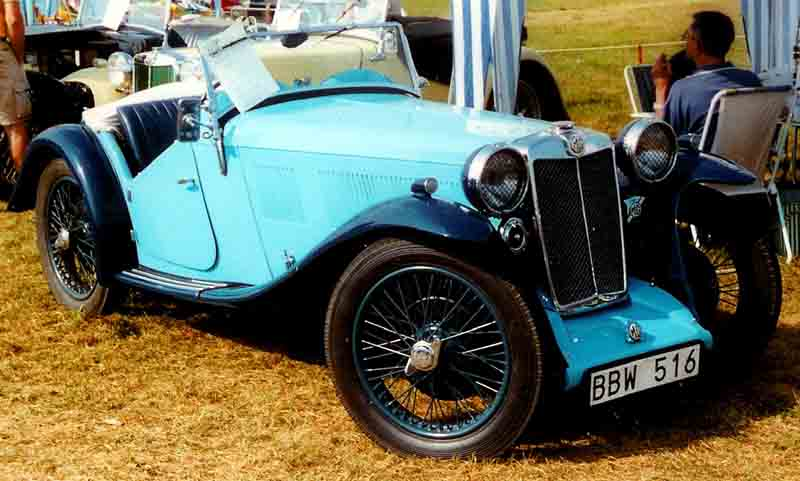
MG L-Type

MG F/L-Type Magna är en serie sportbilar, tillverkade av den brittiska biltillverkaren MG mellan 1931 och 1934.

## F-Type
F-Type Magna togs fram för att fylla gapet mellan den lilla Midget och den stora 18/80. Bilen fick en liten sexcylindrig motor från Wolseley Hornet.
F-Type introducerades hösten 1931 som den fyrsitsiga F1. 1932 tillkom den tvåsitsiga F2 med förbättrade bromsar. Samtidigt uppdaterades F1 till F3 med F2:ans bromsar.

## L-Type
1933 kom den vidareutvecklade L-Type. Bilens motor var mindre, men gav högre effekt.
L-Type tillverkades i två versioner: den fyrsitsiga L1 och den tvåsitsiga L2.

## Motor[1]
Motorn i Magna var en liten sexa med överliggande kamaxel, konstruerad av Wolseley. Den var baserad på Morris Minor-motorn som användes i Midget-modellerna.
| Modell | Motor               | Cylindervolym | Effekt | Bränslesystem       |
| ------ | ------------------- | ------------- | ------ | ------------------- |
| F-Type | 6-cyl radmotor SOHC | 1271 cm³      | 37 hk  | Dubbla SU förgasare |
| L-Type | 6-cyl radmotor SOHC | 1086 cm³      | 41 hk  | Dubbla SU förgasare |

## Tillverkning[1]
| Modell | Antal |
| ------ | ----- |
| F1     | 1 116 |
| F2     | 40    |
| F3     | 94    |
| L1     | 486   |
| L2     | 90    |